# Antoni Canyelles Ballester
Antoni Canyelles i Ballester, "Sans" i "Nerudín" (Santa Maria del Camí, 1943) és un il·lusionista, actor i escultor mallorquí.
El seu pare, membre d'Esquerra Republicana Balear, havia estat regidor de l'Ajuntament de Santa Maria del Camí i empresonat pels franquistes. L'any 1948 emprengueren l'emigració cap a Veneçuela. Va estudiar periodisme i teatre, amb Eduardo Calcaño, a Caracas. Retornat a Mallorca a principis dels anys seixanta, va treballar a França i a Suïssa. Després d'estudiar teatre a França i il·lusionisme a l'Acadèmia Suïssa de Màgia (1962), va iniciar una llarga trajectòria com a mag professional. Treballà en especial a Itàlia, però va recórrer tot el món amb els seus espectacles de màgia. Adoptà el nom artístic de "Nerudín Sans" i va dur els seus espectacles "El màgic" i "El teatre màgic de Nerudín Sans" davant personalitats com el Xa de Pèrsia o Kashogui. Va actuar al "Moulin Rouge" de París (1967), "Piper" de Roma (1976-77) i la Scala de Barcelona (1976). De 1976 a 1980 treballà al departament de pròtesis teatrals de l'Institut d'Especialitats Cinematogràfiques de Cinecittà, amb el professor Piper Rena.
Ha rebut els premis "Premi Especial de Presentació" al Congrés Mundial de Màgia de Barcelona (1962), Premi Piper de Music Hall (1977 i 1979) i Premi Màgic Especial de Pick-Pocket (1977)
De cada cop més dedicat a l'escultura i la pintura, amb Xavier Llull i Roman Miró de Mesa va crear la Mostra d'Escultura de Santa Maria, que el 2014 ha arribat a la XVII edició.
L'abril de 2009 va exposar pintura i escultura a la galeria Art Nuu, Espai d'Art Contemporani, d'Inca, sota el títol "Catifes Voladores"